# Philip Meyer
Philip Meyer (Deshler, 27 de outubro de 1930 – Carrboro, 4 de novembro de 2023) foi um jornalista e professor emérito na Universidade da Carolina do Norte em Chapel Hill e ex-titular da Knight Chair em Jornalismo.  

## Carreira
Suas pesquisas foram focadas nas áreas de jornalismo de qualidade, de precisão, cívico, levantamento de dados, indústria de jornais e tecnologia da comunicação. Entre os anos de 1966 e 1967, foi conferido a Meyer um "Nieman Fellow", prêmio dado a jornalistas com pelo menos cinco anos de experiência pela Fundação Nieman de Jornalismo da Universidade de Harvard. O prêmio permitia os profissionais refletirem sobre suas carreiras e terem tempo para aprimorar habilidades. 
O professor também foi membro do Conselho de Contribuintes da Página de Fórum do USA Today, parte da seção de opinião do jornal. 
Meyer trabalhou na indústria do jornal por 26 anos, os últimos 23 em Knight Ridder, no qual começou como repórter no Miami Herald. Em 1962, tornou-se correspondente em Washington D.C. pelo Jornal Akron Beacon, depois correspondente nacional e, finalmente, entre 1978 e 1981, o diretor de pesquisa de notícias na sede da empresa em Miami, onde trabalhou no serviço on-line Viewtron Knight Ridder. Foi apenas em 1981 que Meyer se tornou professor. 
O jornalista foi também um dos precursores da Reportagem Assistida por Computador (RAC), o qual consiste no uso do computador para analisar os dados necessários no processo de escrita de notícias. Esses dados são comumente quantitativos e apresentam ao leitor um maior detalhamento, conhecido também como Jornalismo de dados. Isso teve início em 1967, depois de tumultos em Detroit, quando Meyer, em trabalho temporário com a Detroit Free Press, utilizou levantamentos estatísticos analisados em um computador mainframe, para mostrar que as pessoas que frequentavam a faculdade eram igualmente suscetíveis a promoverem revoltas, assim como os que haviam abandonado ainda no ensino médio.

## Morte
Meyer morreu no dia 4 de novembro de 2023 aos 93 anos, por complicações do parkinson.

## Legado
Por conta da relevância de sua pesquisa e do pioneirismo no jornalismo de dados, o Instituto Nacional de Relatórios Assistidos por Computador promove anualmente o Prêmio Philip Meyer de Jornalismo, que reconhece a excelência jornalística usando métodos de pesquisa em ciências sociais.
Na publicação Carolina Communicator do verão de 2008, há um perfil de Meyer escrito por um de seus ex-alunos, John Bare.

## Publicações
- Meyer, Philip (27 de janeiro de 2012). Paper Route: Finding My Way to Precision Journalism. [S.l.]: iUniverse. ISBN 978-1-4620-8310-7
- Meyer, Philip (2004). The Vanishing Newspaper: Saving Journalism in the Information Age. [S.l.]: University of Missouri Press. ISBN 978-0-8262-1561-1
- Meyer, Philip (1991). The New Precision Journalism. [S.l.]: Indiana University Press. ISBN 978-0-253-20664-0
- Meyer, Philip (1987). Ethical journalism: a guide for students, practitioners, and consumers. [S.l.]: Addison-Wesley Longman Limited. ISBN 978-0-582-28680-1
- Meyer, Philip (1 de janeiro de 1985). The Newspaper Survival Book: An Editor's Guide to Marketing Research. [S.l.]: Indiana University Press. ISBN 978-0-253-15835-2
- Meyer, Philip (1973). Precision Journalism. A Reporter's Introduction to Social Science Methods (1st ed.). [S.l.]: Indiana University Press. ISBN 0-253-20163-2